# Maorik
A maorik Új-Zéland (Aotearoa) őslakos polinéziai származású népe. Őseik Délkelet-Polinéziából érkeztek valamikor 1300 előtt. A maorik Új-Zéland szigetein telepedtek le és sajátságos kultúrát alakítottak ki.
Európaiak nagyobb számban a 18. században érkeztek Új-Zélandra és a fegyverekkel és járványokkal szétrombolták a maori társadalmat. 1840 után a maorik elveszítették földjeiket, nyelvük és kultúrájuk a hanyatlás útjára lépett, népességük viszont a 19. század végére növekedni kezdett, az 1960-as években pedig a kultúrájuk kezdett felemelkedni.
A 2013-as népszámlálás idején mintegy 600 000 új-zélandi vallotta magát maorinak, azaz az új-zélandi lakosság mintegy 15%-a, de a nyelvüket nem beszélik ennyien, csak 157 ezren, azaz a maori népesség mintegy 21,7%-a, illetve az új-zélandi lakosság körülbelül 3%-a. Sok maori azonban Ausztráliába költözött, ahol körülbelül 120 ezren élnek.

## Nevük és önelnevezésük
Maori nyelven a māori szó „normálisat”, „egyszerűt”, „természetest” jelent. A legendákban és más szóbeli hagyományokban a szó megkülönbözteti a normális embereket a szellemi világ tagjaitól.
Az európaiak, akik a szigetre jöttek, a korai időkben csak „új-zélandiként” vagy „bennszülöttként” hivatkoztak a maorikra. A māori a maorik saját elnevezése volt.
A maorik gyakran használják a tāngata whenua („a föld népe”) kifejezést, hogy kifejezzék a kapcsolatukat a földdel. A tāngata whenua lehet egy bizonyos területen, de máshol nem. Ez a kifejezés Aotearoa (Új-Zéland maori neve) egészét véve is utal a maorikra.
Az 1947-es maori törvény kimondta, hogy a „bennszülött” kifejezés helyett a „maori” használatos a hivatalos életben. A Bennszülött Ügyek Minisztériuma így lett Maori Ügyek Minisztérium (ma:  Te Puni Kōkiri).

## Eredetük

A maorik Új-Zélandra való települése az egyik utolsó mozzanata volt a szigetek közötti vándorlásoknak

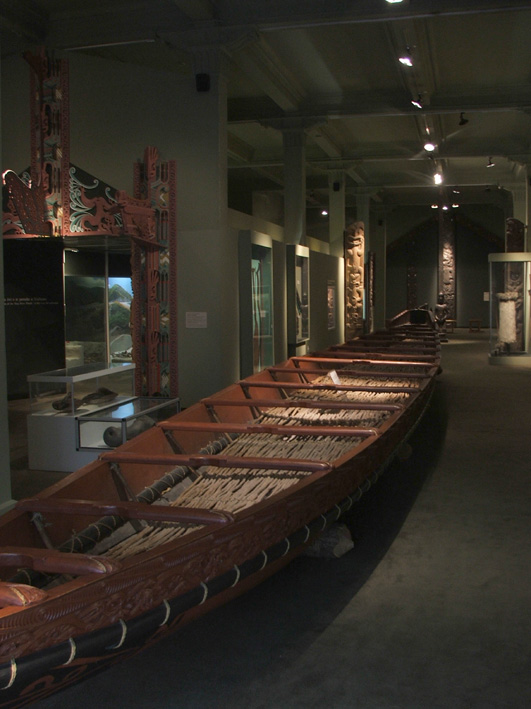
Waka

A jelenlegi tudományos kutatások szerint a maorik Új-Zélandra való érkezése Kr. u. 1280 körül történt. A korábbi kormeghatározás a Kr. u. 50–150 körülire datált polinéz patkány (kiore) csontjai alapján tévesnek bizonyult, az új leletek alapján Kr. u. 1280-ra tehető a maorik érkezése. A maori szóbeli hagyományok őseik érkezését egy Hawaiki nevű ősi földről mesélik el, ahonnan nagy kenukkal (waka) érkeztek. A bevándorlás keveredést okozott a törzsek (iwi) között.
A maorik előtt nem éltek emberek Új-Zélandon, legalábbis a jelenlegi kutatási eredmények szerint, így az első emberek a szigeteken a maorik voltak. Az Aucklandi egyetem kutatása szerint az óceániai lakosság valószínűleg Tajvan szigetéről indult el 5200 évvel ezelőtt, a mitokondriális DNS vizsgálata alapján.

## A maori kultúra fejlődése
Az évszázadok alatt a növekvő lakosság természetesen ellentéteket szült, így megerősített pā-k (falvak) épültek. Különböző szokások jelentek meg, mint a tapu vagy a rāhui.
A maori művészet egyik gyöngyszeme a haka tánc, amit polinéz elemekből fejlesztettek ki. A regionális nyelvjárások csekély lexikális eltérést mutattak, maga a maori nyelv a kelet-polinéz nyelvekkel mutat hasonlóságot. Cook első útján egy tahiti bennszülött könnyedén tudott beszélni a maorikkal.
1500 körül egy fiatal maori Rekohura (a Chatham-szigetekre) vándorolt, ahol kifejlesztette a moriori kultúrát, ami hasonlít is a maori kultúrára, de el is tér tőle. A moriori kultúra békeszeretőbb a maorinál.

## Az európaiakkal való kapcsolataik 1840 előtt
Michael King, a The Penguin History Of New Zealand könyvében a maorikat a külvilág által érintetlenül hagyott utolsó emberi közösségnek nevezi. A korai európai felfedezők, köztük Abel Tasman (aki 1642-ben érkezett Új-Zélandra) és James Cook (első látogatása 1769-ben volt) feljegyezték benyomásaikat a maorikról. Az 1780-as évektől fóka- és bálnavadászok bukkantak fel a helyi vizeken, néhány maori elszegődött a hajóikra. Szökött ausztrál fegyencek, keresztény misszionáriusok érkeztek még Új-Zélandra, akik szintén befolyással voltak a maori lakosságra.
1830-ra mintegy 2000 európai élt a maorik mellett. Az újonnan érkezők a maori társadalom rendszerére is hatással voltak, így lettek a szolgáktól a felsőbb osztályokig rétege a maoriknál is. Főképp a fegyencek, de néhány más európai is elhagyta az európai kultúrkört és még inkább maori lett, őket pākehā māorinak nevezik. Amikor Pomare hadat viselt Titore ellen 1838-ban, 132 pākehā māori is segítette őt a csatában. Frederick Edward Maning írt két könyvet erről az időszakról, amik klasszikusok lettek az új-zélandi irodalomban.

## 1840-től 1890-ig

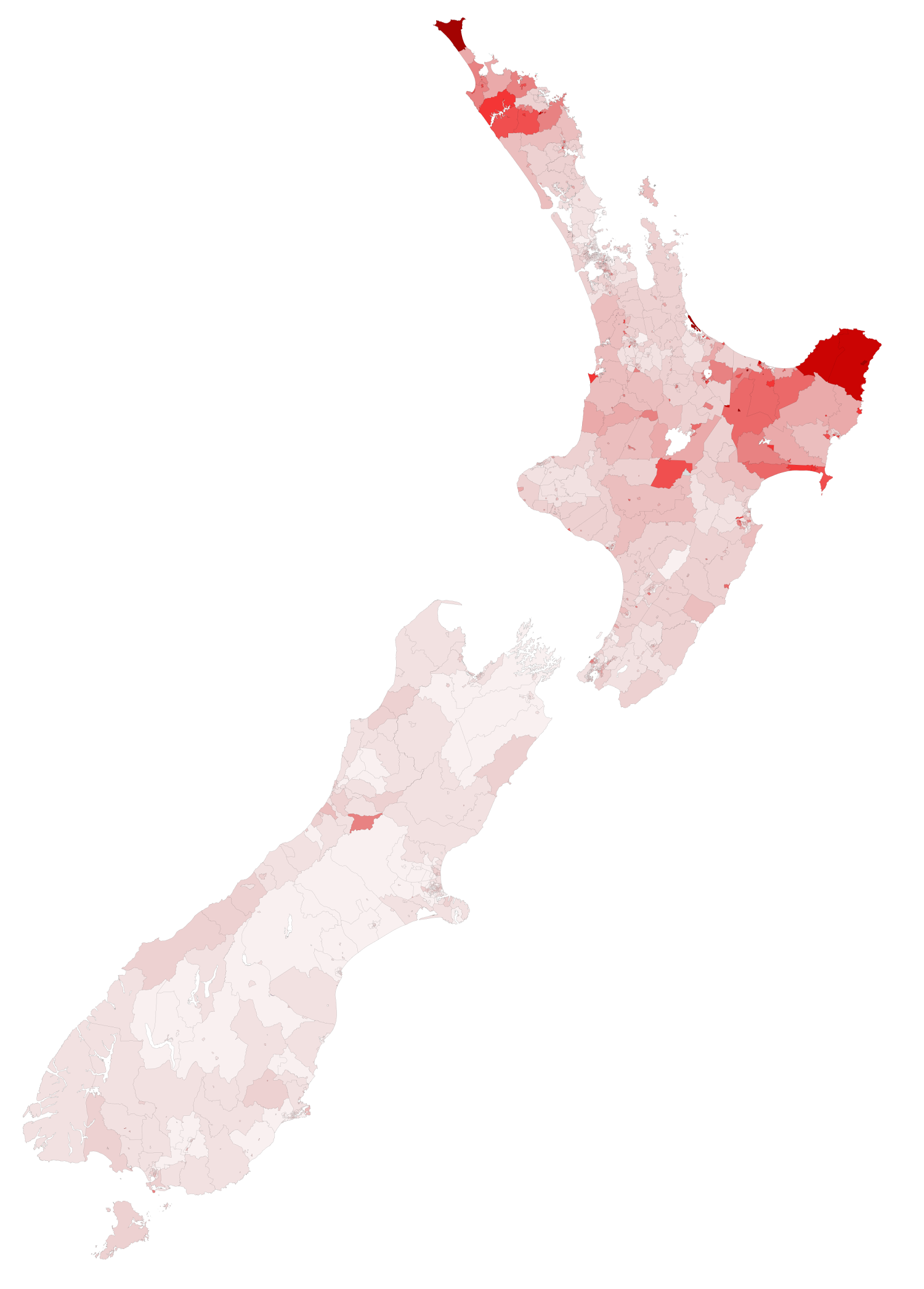
A maori lakosság százalékos megoszlása. A legsötétebb szín 90% feletti arányt jelez

1840. február 6-án írták alá a waitangi szerződést, innentől Új-Zéland hivatalosan is a Brit Birodalom részévé vált. A bevándorlókkal együtt a szigetre hozott lőfegyverek, az alkohol és a prostitúció, valamint a különböző járványok hatására a maori lakosság száma a tizedére esett. Kezdetben súlyos összecsapások is kialakultak az őslakosok és a bevándorlók között, sőt, 1860 és 1881 között maori háború is folyt. Idővel azonban a maorik és a pakehák, azaz az európaiak megtanultak békén egymás mellett élni.

## Vallásuk
A maorik egy része keresztény, azon belül is a presbiteriánus és a mormon vallás felé hajlanak. Maori keresztény csoport a Ratana és a Ringatu. A katolikus, az anglikán és a metodista irány is prominens. Az iszlám a leggyorsabban növő egyház a maori közösségen belül. Ezek mellett a maoriknak van egy saját természeti vallásuk is.

## Maorik a művészetben
A 2014-es Holt földeken című új-zélandi film művészi hűségre törekvő részletességgel ábrázolja a maorik egykori harcművészetét, szokásait, beleértve a kannibalizmust is.

## Híres maorik
- Russell Crowe - színész (anyai nagyanyja a Ngāti Porou törzsből származik)
- Cliff Curtis - színész
- Deborah Mailman - színésznő
- Kiri Te Kanawa - énekesnő
- Keisha Castle-Hughes - színésznő
- Daniel Logan - színész
- Lawrence Makoare - színész
- Temuera Morrison - színész (Star Wars - Jango Fett szerepe, Egykoron harcosok voltak – Jake Heke szerepe)
- George Nepia - rögbijátékos
- Jemaine Clement - zenész
- Georgina Beyer - politikus
- Manu Bennett - színész
- Jason Momoa - színész
- Taika Waititi - filmrendező, színész
- Julian Dennison - színész